# Святополк-Четвертинский, Николай Стефанович
Князь Николай Святополк-Четвертинский (ум. декабрь 1659) — русский магнат, каштелян минский (1649—1659), военный и государственный деятель Речи Посполитой, свояк украинского гетмана Ивана Выговского.

## Биография
Представитель волынского княжеского рода Святополк-Четвертинских.
Отец — князь Стефан (Степан) Святополк-Четвертинский (ум. 1648), полковник коронных войск, хорунжий брацлавский (1622) и подкоморий брацлавский (1625), подсудок луцкий
Мать — Анна Бокий (ум. 1612), дочь судьи луцкого Гавриила Бокия и Марианны Вагановской.
Дидич Новой Четвертни на Волыни. Впервые упоминается в документах с 1632 года, когда он был избран послом (депутатом) от Брацлавского воеводства на конвокационный сейм, подписал «пункт успокоения жителей Короны и ВКЛ народа русского религии греческой» (1 ноября).
18 мая 1639 года князь Николай Святополк-Четвертинский был назначен королём в состав комиссии для рассмотрения жалоб жителей Брацлава на обиды со стороны местных старост, в августе на сеймике в Луцке был избран маршалком рыцарского кола.
В 1647 году — посол от Брацлавского воеводства на сейм и депутат коронного трибунала. Отверг предложение Богдана Хмельницкого перейти на его сторону, в ответ восставшие казаки и крестьяне разграбили и сожгли его имения на Волыни.
В чине ротмистра коронных войск участвовал в битвах с повстанцами под Зборовом (1649) и Берестечком (1651).
5 февраля 1649 года князь Николай Святополк-Четвертинский получил должность каштеляна минского в ВКЛ. Во время занятия должности он, как и воеводы минские, ничего не сделали для укрепления минского замка. Городские валы и ворота разрушались. Только на сейме в 1654 году было принято решение о ремонте городских укреплений Минска и других городов ВКЛ.
В завещании митрополита Киевского Петра Могилы от 22 декабря 1646 года князь Николай Святополк-Четвертинский упомянут как один из православных сановников, которому доверили опеку над киевской православной коллегией.
9 сентября 1659 года князь Николай Святополк-Четвертинский написал завещание в Годомичах. В декабре того же года состоялось первое судебное дело между его наследниками.

## Семья и дети
Был женат на княжне Домициле Соломерецкой (ум. 1659), дочери князя Яна-Владислава Соломерецкого (ум. 1641) и Анны Волович (ум. 1669). Их дети:
- Князь Стефан
- Князь Николай Адам
- Князь Александр Гилярий